# 佐伯伊織
佐伯伊織（日语：／ Saeki Iori，1994年7月22日—）是日本的女性聲優、歌手，神奈川縣出身。swallow所屬。

## 人物
特技是快樂的唱歌。
在2018年5月19日舉行的「溫泉女孩 3rd Live」中宣布接替遠藤祐里香飾演的角色下呂美月。

## 演出作品
※粗體字為主要角色。

### 電視動畫
2018年
- 愛吃拉麵的小泉同學（女僕）
- 賽馬娘 Pretty Derby（帝王光輝）
- 少女☆歌劇Revue Starlight（京本雛乃、馬場苑瑪莉娜、同學、小孩、B班衣裳）

2019年
- 八月的棒球甜心（倉敷舞子[3]）
- 喜歡本大爺的竟然就妳一個？（蒲公英〈蒲田公英〉）
- Z/X Code reunion（蝶崎火賣[4]）

2020年
- 貓娘樂園（香草[5]）
- Rebirth（春日井梢）
- Lapis Re:LiGHTs（艾希莉[6]）
- 魔法律事務所（少年）
- 賽馬娘四格（帝王光輝）
- 安達與島村（知我麻社）
- 突擊莉莉 BOUQUET（妹島廣夢）

2021年
- 五等分的新娘∬（椿）
- SSSS.DYNAZENON（南香乃、大學生β）
- Fairy蘭丸（女學生2、粉絲2、偶像B、女園兒、蒂娜的兒子）
- BLUE REFLECTION RAY/澪（高岡由紀子）
- 龍先生、想要買個家。（櫃台小姐）
- 現實主義勇者的王國重建記（茱莉亞）
- Muv-Luv Alternative（彩峰慧[7]）

2022年
- 明日同學的水手服（美加）
- CUE!（錄音助手）
- 處刑少女的生存之道（瑪瑙）
- 東京喵喵NEW（柳田萌[8]）

2023年
- 冰劍的魔術師將要統一世界（亞梅莉亞·羅斯[9]）
- 為了養老，我要在異世界存8萬枚金幣（伊爾賽）
- 淪落者之夜（薇薇安[10]）
- 再得一勝！（多聞若菜）
- 鬼滅之刃 刀匠村篇
- 勇者死了！（多明尼克·琳恩）
- 滿懷美夢的少年是現實主義者（一之瀨深那[11]）

2024年
- 碰之道（河東派[12]）

2025年
- 不會拿捏距離的阿波連同學 season2（平安山老師[13]）
- 氣絕勇者與暗殺公主（夏爾[14]）
- 歌聲是法式千層酥（井口紗彌香[15]）
- 這裡是充滿笑容的職場。（淺倉栞[16]）

### 遊戲
2018年
- 賽馬娘Pretty Derby（帝王光輝[17]）
- 八月的棒球甜心（倉敷舞子〈第2代〉）[18]
- 少女☆歌劇Revue Starlight -Re LIVE-（田中悠悠子[19]）

時期未定
- Lapis Re：LiGHTs ～這個世界的偶像會用魔法～（艾希莉[20]）

### 廣播劇CD
2017年
- 楠芽吹是勇者[21]

### 主持
- 三森鈴子7th單曲發售記念活動「Jingle Child Mov.7」
- Anime Japan 2019 Pony Canyon Stage

### 其他
- 溫泉女孩（2018年、下呂美月〈第2代〉）[22]

## 外部連結
- 事務所官方簡歷（页面存档备份，存于）（日語）
- 佐伯伊織 Official的X（前Twitter）（日語）